# Veduta di Palermo
Veduta di Palermo è un dipinto a olio su tela di Francesco Lojacono. È conservato presso la Galleria d'arte moderna Sant'Anna di Palermo. Fu esposto per la prima volta a Palermo in occasione del XII Congresso degli scienziati italiani. 
Il dipinto, sul solco del realismo romantico, mostra il paesaggio della Conca d'Oro alla fine del XIX secolo. Nella prima versione il titolo si completava con l'indicazione dalla stradale di Santa Maria di Gesù.
Per la varietà di specie vegetali raffigurate, molte delle quali alloctone, il dipinto è stato scelto come emblema della 12ª edizione di Manifesta, che avrà per tema: Il Giardino Planetario. Coltivare la coesistenza.